# Frankie Miller (Rockmusiker)
Frankie Miller  (* 2. November 1949 in Bridgeton, Glasgow, Schottland, als Francis John Miller) ist ein britischer Sänger und Gitarrist.

## Biografie
Frankie Miller ist ein schottischer Soul-Blues-Rock-Sänger, der 1972 gemeinsam mit Robin Trower (Procol Harum), Clive Bunker (Jethro Tull) und James Dewar (Stone the Crows) die Gruppe Jude gründete, die nicht mehr als ein paar Konzerte in England gab und sich dann auflöste. 1974 sang Miller auf der Thin-Lizzy-LP Nightlife im Duett mit Phil Lynott den Song Still in Love with You.
Solo hatte er Ende der 1970er und Anfang der 1980er Jahre zwar mehrere Hits, schaffte aber nie den ganz großen Durchbruch. Sein größter Erfolg war Darlin'  (1978), das in vielen Ländern eine Top-10-Platzierung erreichte.
Im August 1994 erlitt Miller eine Hirnblutung und lag mehrere Monate im Krankenhaus. Nach langer Genesungsphase schrieb er 2003 mit Will Jennings den Song Sun Goes Up Sun Goes Down. Vor seiner Erkrankung entstanden Aufnahmen mit Joe Walsh und Nicky Hopkins, die 2006 unter dem Titel Long Way Home veröffentlicht wurden.

## Diskografie

### Alben
| Jahr | Titel                        | Höchstplatzierung, Gesamtwochen, AuszeichnungChartplatzierungen (Jahr, Titel, Platzierungen, Wochen, Auszeichnungen, Anmerkungen) | Höchstplatzierung, Gesamtwochen, AuszeichnungChartplatzierungen (Jahr, Titel, Platzierungen, Wochen, Auszeichnungen, Anmerkungen) | Anmerkungen                                                      |
| Jahr | Titel                        | UK | US | Anmerkungen                                                      |
| ---- | ---------------------------- | --- | --- | ---------------------------------------------------------------- |
| 1977 | Full House                   | — | US124 (12 Wo.)US | Erstveröffentlichung: Juni 1977 Produzent: Chris Thomas          |
| 1978 | Double Trouble               | — | US177 (10 Wo.)US | Erstveröffentlichung: Mai 1978 Produzent: Jack Douglas           |
| 1979 | Falling in Love              | UK54 (1 Wo.)UK | — | Erstveröffentlichung: Januar 1979 Produzent: David Mackay        |
| 1982 | Standing on the Edge         | — | US135 (9 Wo.)US | Erstveröffentlichung: Juni 1982 Produzent: Barry Beckett         |
| 2016 | Frankie Miller’s Double Take | UK100 (1 Wo.)UK | — | Erstveröffentlichung: 30. September 2016 Produzent: David Mackay |

Weitere Alben
- 1972: Once in a Blue Moon
- 1974: High Life
- 1975: The Rock (The Frankie Miller Band)
- 1980: Easy Money
- 1986: Dancing in the Rain
- 1994: Radio One Live in Concert (Livealbum)
- 2006: Long Way Home

### Kompilationen
- 1978: Frankie Who? Frankie Fucking Miller That’s Who
- 1980: I’m Only Serious
- 1993: The Very Best Of
- 1996: Love Letters
- 2004: Angels with Dirty Faces
- 2011: Frankie Miller … That’s Who! The Complete Chrysalis Recordings (1973–1980) (Box mit 4 CDs)
- 2014: Original Album Series (Box mit 5 CDs)

### Singles
| Jahr | Titel Album                             | Höchstplatzierung, Gesamtwochen, AuszeichnungChartplatzierungen (Jahr, Titel, Album, Platzierungen, Wochen, Auszeichnungen, Anmerkungen) | Höchstplatzierung, Gesamtwochen, AuszeichnungChartplatzierungen (Jahr, Titel, Album, Platzierungen, Wochen, Auszeichnungen, Anmerkungen) | Höchstplatzierung, Gesamtwochen, AuszeichnungChartplatzierungen (Jahr, Titel, Album, Platzierungen, Wochen, Auszeichnungen, Anmerkungen) | Höchstplatzierung, Gesamtwochen, AuszeichnungChartplatzierungen (Jahr, Titel, Album, Platzierungen, Wochen, Auszeichnungen, Anmerkungen) | Höchstplatzierung, Gesamtwochen, AuszeichnungChartplatzierungen (Jahr, Titel, Album, Platzierungen, Wochen, Auszeichnungen, Anmerkungen) | Anmerkungen                                                                                         |
| Jahr | Titel Album                             | DE | AT | CH | UK | US | Anmerkungen                                                                                         |
| ---- | --------------------------------------- | --- | --- | --- | --- | --- | --------------------------------------------------------------------------------------------------- |
| 1977 | Be Good to Yourself Full House          | — | — | — | UK27 (6 Wo.)UK | — | Erstveröffentlichung: 29. April 1977 Autor und Original: Andy Fraser, 1975                          |
| 1977 | The Doodle Song Full House              | — | — | — | — | US71 (5 Wo.)US | Erstveröffentlichung: Juni 1977 Autor: Frankie Miller                                               |
| 1978 | Darlin’ Falling in Love                 | DE5 (25 Wo.)DE | AT3 (20 Wo.)AT | CH2 (13 Wo.)CH | UK6 Silber · (15 Wo.)UK | — | Erstveröffentlichung: 22. September 1978 Autor: Stewart Blandamer Original: Poacher, 1978           |
| 1979 | When I’m Away from You Falling in Love  | — | — | — | UK42 (5 Wo.)UK | — | Erstveröffentlichung: Januar 1979 Autor: Frankie Miller                                             |
| 1982 | To Dream the Dream Standing on the Edge | — | — | — | — | US62 (6 Wo.)US | Erstveröffentlichung: Juni 1982 Autor: Frankie Miller                                               |
| 1992 | Caledonia The Very Best Of              | — | — | — | UK45 (6 Wo.)UK | — | Erstveröffentlichung: März 1992 Autor: Dougie MacLean Original: Alan Roberts & Dougie MacLean, 1978 |

Weitere Singles
- 1974: Little Angel (VÖ: 2. August)
- 1975: A Fool in Love (The Frankie Miller Band; VÖ: 26. September)
- 1976: Rock (VÖ: 30. Juli)
- 1976: Loving You Is Sweeter Than Ever (Frankie Miller’s Full House; VÖ: August)
- 1977: Love Letters (VÖ: 12. August)
- 1977: Frankie Miller … That’s Who! (EP; VÖ: November 1977)
- 1977: Alveric’s Journey (The Elfland Ensemble feat. Frankie Miller; VÖ: 25. November 1977)
- 1977: Take Good Care of Yourself
- 1978: Stubborn Kind of Fellow (VÖ: Juni)
- 1979: Good to See You
- 1980: So Young, so Young (VÖ: 30. Mai)
- 1980: Why Don’t You Spend the Night (VÖ: 25. Juli)
- 1981: Standing on the Other Side (VÖ: Juli)
- 1982: Danger Danger
- 1982: Angels with Dirty Faces(VÖ: August)
- 1982: On My Way (VÖ: September)
- 1984: Shakey Ground
- 1986: I’d Lie to You for Your Love (VÖ: März)
- 1986: That’s How Long My Love Is
- 1986: How Many Tears Can You Hide
- 1986: Do It Til We Drop
- 1993: Why Don’t You Try Me (mit Sara Beth)